# NGC 7338
NGC 7338 је појединачна звезда у сазвежђу Пегаз која се налази на NGC листи објеката дубоког неба.
Деклинација објекта је + 34° 25' 42" а ректасцензија 22h 37m 24,6s. Привидна величина (магнитуда) објекта NGC 7338 износи 14,6 а фотографска магнитуда 12,3.